# Nové Město (Praga)
50° 04′ 36″ N, 14° 25′ 28″ L
Nové Město (Nova Cidade em Língua checa) é um bairro de Praga fundado por Carlos IV, Sacro Imperador Romano-Germânico em 8 de abril de 1348. 

## Origem lendária
Conforme a lenda, Carlos IV contemplava Praga junto com sua Corte e se rejubilava da beleza da cidade, quando um astrólogo lhe anunciou que Mala Straná seria atingida por um grande incêndio e que Staré Město seria inundada. Primeiramente indignado com tal absurdo, Charles IV declarou que Praga continuaria a existir, mas decidiu a construção de uma “nova cidade”  Nové Město), onde ficavam vilas com Rybnik. 

## História de Nové Město
A concepção da edificação do bairro considerava três logradouros centrais:
- O mercado de gado (atual Praça Charles)
- O Mercado dos cavalos (atual Praça Venceslas)
- O mercado do feno (atual  Praça Senovazne)

Nové mesto é fruto de uma concepão urbanística medieval refletida, com eixos principais e os grandes mercados, que se tornaram as praças  Charles, Venceslas e Senovazne.
Em 12 de fevereiro de  1784, Nové Město passou a ser parte integrada da capital real, Praga (Královské hlavní město Praha) junto com  Staré Město, Hradcany e Mala Strana.

## Praças daNové Město

### Karlovo náměstí
O Mercado de gado ocupava a maior área da Cidade Nova (Nové Město ). Ainda no tempo de Carlos IV, começou-se a construir a Prefeitura do novo bairro. Foi nesse prédio que se deu a primeira das Defenestrações de Praga em 1419. A Karlovo náměstí é maior praça da República Checa com seus  80 550 m². 
Somente a partir de 1848, essa praça tomou seu nome atual Karlovo náměstí  (Praça Charles). A praça pertence administrativamente ao 2º  arrondissement de Praga. Muitos prédios históricos cercam essa praça, como a Igreja de Santo Inácio, a dita lendária casa de Fausto (Palácio Mladotovský ) e o Palácio Charitas. Não longe da praça fica o “Claustro de Emaús”.

### Václavské náměstí (Praça Wenceslas)
O mercado dos cavalos era o 2º ponto mais importante da Cidade Noca (Nové Město ). Ali se juntavam a nova e antiga cidade. A parte mais alta era fechada pela “porta dos cavalos” onde ocorriam as atividades do mercado. Com o tempo passou a ser o ponto onde Tchecos viveram os grandes momentos de sua história.

### Senovážné náměstí
A terceira praça de Nové Město, a Senovážné náměstí , é a menos conhecida. Seu centro é ocupado pela Torre Henrique (Jindřišská věž). Nas proximidades fica a sinagoga jubilar de estilo mourisco.